# Lâu đài Beckov
Lâu đài Beckov (tiếng Slovakia: Beckovský hrad) là một tàn tích lâu đài được phục dựng lại, tọa lạc trên một vách đá dốc, cao 60 mét phía trên làng Beckov, vùng Trenčín, Slovakia. Ngày 26 tháng 9 năm 1963, lâu đài này được ghi danh vào Danh sách Di tích Trung ương. Năm 1970, theo Nghị quyết của Chính phủ SSR, lâu đài được công nhận là di tích văn hóa quốc gia.

## Lịch sử
Theo các phát hiện khảo cổ học, lâu đài Beckov có niên đại từ đầu thế kỷ 12. Vào nửa sau thế kỷ 14, lâu đài thuộc sở hữu của gia đình Stibor, người gốc Ba Lan, họ là một trong những gia tộc quyền lực nhất ở Hungary.
Vào giữa thế kỷ 16, lâu đài này được củng cố để chống Thổ Nhĩ Kỳ bằng việc xây dựng một tháp súng thần công ở sân dưới và nâng cao các bức tường bọc quanh lâu đài. Vào thời điểm đó, lâu đài Beckov thuộc sở hữu của gia đình Bánffy. Theo thời gian, lâu đài dần xuống cấp. Do một trận hỏa hoạn xảy ra trong lâu đài vào năm 1727, phần lớn tòa nhà bị phá hủy và kể từ đó lâu đài bị bỏ hoang.

## Nghĩa trang Do Thái
Trên đường vào lâu đài Beckov có một nghĩa trang Do Thái với hơn 100 bia mộ. Các bia mộ cổ nhất có niên đại trong khoảng thời gian 1739 - 1749. Hầu hết các bia mộ này có niên đại vào giữa thế kỷ 19. Nghĩa trang nằm trong danh sách các di tích văn hóa của Slovakia từ năm 1991.